# Sokushin zebutsu
Sokushin zebutsu est le cinquième texte du recueil Shōbōgenzō. Ce sermon traite de l'identité de l'esprit et du Bouddha, thème récurrent du chan. Dôgen s'y oppose à l'idéalisme et au naturalisme de certaines écoles du bouddhisme chinois dans un style très personnel. Il a été exposé en 1239 au monastère Kannon et transcrit en 1245.

## Titre
Le titre se compose de quatre caractères : 即 soku, 心 shin, 是 ze, 仏 butsu.
- Soku : l'unité réalisée au sens de la non-dualité[1] ; l'indissociabilité immédiate des deux niveaux (phénoménal et absolu) de réalité[2] ;

- Shin : l'esprit, le cœur[1] ; le mental ou la pensée qui évolue entre ces deux niveaux de la réalité et les relie[2] ;

- Ze : démonstratif de la chose juste[1] ; désignation de l'être phénoménal dans son immédiateté, sa proximité[2] ;

- Butsu : l'Éveillé[1] ; le Bouddha dans la diversité du phénoménal[2].

Frédéric Girard en donne une traduction (« C'est à même le mental qu'est l'état de Buddha ») proche de celle proposée par Bernard Faure (« L'esprit en tant que tel est le Bouddha »), mais Yoko Orimo préfère une version plus littérale (« Le cœur en tant que tel, voilà l'Éveillé ! »).

## Présentation
La nature du Buddha est l'un des concepts au fondement de l'enseignement du Grand Véhicule. L'identité de l'esprit et du Bouddha, la formule de l'Avatamsaka-sutra « L'esprit, le Budha et les êtres vivants, ces trois sont indifférenciés » sont très en vogue en Chine dans les premières écoles Chan, la formule sokushin zebutsu y est célébrissime.
Mais les interprétations divergentes prolifèrent,. Dans ce contexte, Dôgen réagit à ce qu'il considère comme des déviations voire des hérésies et prône le retour aux sources premières des Agamas et à la scolastique de l'Abhidharma.
Dôgen propose une synthèse singulière par une orientation non dualiste, en refusant les interprétations hérétiques. Son sermon s'articule en trois parties : critique de l'idéalisme, trituration de la formule du titre, critique du naturalisme.

## Une voie médiane
Ce texte porte la marque d'une tension constante entre un purisme traditionaliste et la nécessité de modifications en réaction aux dérives sectaires. Dôgen stigmatise en particulier l'hérésie Srenika ou celles des sectateurs du Rinzaï.
Il stigmatise les courants qui s'éloignent des œuvres héroïques des Buddha et des Patriarches en préconisant une forme de quiétisme par annihilation de toute activité mentale, et se démarque ainsi de la théorie de l'éveil foncier (hongaku) dont il reste cependant très proche, mais à ses yeux cette théorie est trop voisine des théories hindoues des Vedas qui identifient le Moi au Brahman , ou le mental, qui serait un principe métaphysique indépendant du corps, au Soi absolu de l'atman.
Dôgen propose une voie médiane entre deux positions extrêmes quant à la nature de l'esprit (ou le cœur, selon les traductions) qu'il renvoie dos à dos. L'une correspondant à une ontologie (un idéalisme, un substantialisme) hypostasiant la nature ou l'esprit, l'autre à une psychologie (un naturalisme) tendant à confondre les données sensibles immédiates avec la nature de l'Éveillé,.
Il dessine un cercle vertueux où la conception, la pratique et la réalisation de l'Éveil et du Nirvana sont en symbiose et sans solution de continuité.

## Un style très personnel
Le style du Shôbôgenzô est parfaitement illustré dans ce sermon. Son caractère rhétorique y bien affirmé en stigmatisant hérésies et courants sectaires. Son caractère performatif s'y affirme également, car pour Dôgen, « la parole ne vaut pas tant par sa capacité de représenter le réel, que par son pouvoir de le produire ». Il n'hésite pas pour cela à modifier et triturer des citations de textes canoniques avec une technique stylistique qui s'inspire probablement de la syntaxe des mots composés du sanskrit, appliquée au sino-japonais. « Il est malheureusement presque impossible de traduire ce passage en français. »
Dans la partie centrale du sermon, Dôgen produit ainsi un grand nombre de variations à partir de la formule Sokushin zebutsu qu'il triture, permutant librement les quatre caractères qui la composent en dépit du bon sens grammatical, pour dériver un sens philosophique de chaque arrangement, « comme si l'auteur voulait mettre en mouvement l'immanence de la nature de l'Éveillé conçue, par erreur, comme immuable ».
« Interpréter le kôan en le triturant et en jouant avec lui, puis le transformer en allant jusqu'à la naissance d'un nouveau sens, sens fondamentalement relationnel, pluriel et non figé, n'est autre que relire notre vie comme une parabole, non pas suivant un principe abstrait, mais à travers des études pratiques effectuées sur un terrain scripturaire et philologique sans limite ». Dôgen s'engage ici dans l'étude et la « pratique du langage » comme il met au premier plan l'étude et la pratique de la Voie en critiquant le subitisme ou le quiétisme.
Selon Kyôgô, « cette méthode prend son sens pour autant qu'elle s'applique à un principe touchant la libération : son caractère non littéraliste et en contrariété avec le sens commun se justifie pleinement par le fait qu'elle s'applique à un plan supramondain ». Pour Menzan Zuihô, ce sont les quatre éléments de l'expression qui sont ainsi questionnés mais qui, tout en restant chacun ce qu'il est, n'en ont pas pour autant des entités distinctes. Chaque élément exprimant dans sa plénitude ce que signifie l'expression en son entier, chacun peut être pris à part pour la signifier.
Grâce à cette indécidabilité du sens, ce passage contribue à la richesse et à l'ambiguïté du Sokushin zebutsu par un surplus de sens.